# Batman of the Future
Batman of the Future (bekend als Batman Beyond in de Verenigde Staten) is een Amerikaanse animatieserie gebaseerd op de Batman-strips van DC Comics. De serie is een productie van The WB Television Network.
De serie speelt zich af in de toekomst van het DC Animated Universe en is een spin-off van de serie Batman: The Animated Series en The New Batman Adventures. De serie liep van 10 januari 1999 t/m 18 december 2001. De serie speelt in op de duistere aspecten van de Batman-franchise, zoals emoties, persoonlijke relaties, en angst voor het onbekende.
De serie werd uitgezonden op de Nederlandse Cartoon Network van 5 februari tot en met 31 juli 2001. In Nederland werd de serie eveneens uitgezonden door RTL 4 en Yorin. In Vlaanderen werd de reeks tot 2002 uitgezonden door VT4 en van 2002 tot 2007 op VTM bij TamTam.

## Verhaal
Het verhaal begint ongeveer twintig jaar na het einde van The New Batman Adventures. Bruce Wayne is nog altijd Batman, maar zijn leeftijd begint hem parten te spelen. Op een dag probeert hij met zijn nieuwe Batsuit een gijzelaar te bevrijden. Tijdens het gevecht krijgt hij een hartaanval en moet om in leven te blijven zijn voornaamste principe verloochenen en een pistool pakken. In de Batgrot bergt hij het kostuum op naast zijn Batsuit, dat van Batgirl en dat van Robin en Nightwing. Hij ziet zich genoodzaakt voorgoed te stoppen met misdaadbestrijding.
Twintig jaar later ontmoeten we Terry McGinnis, een 17-jarige jongen met vechtsportervaring en voormalige problemenmaker. In de tram neemt hij het op voor een medepassagier tegen een lid van de Jokerz-straatbende. Later op de avond komt die Jokerz terug met de hele bende. In een motorachtervolging moet Terry uitwijken voor Bruce, die net midden op de weg staat. Bruce slaat ondanks zijn zwakke hart de Jokerz neer. Terry helpt hem nadien naar zijn huis. Hier ontdekt hij de Batgrot. Als hij later thuis komt, ontdekt hij dat zijn vader is vermoord en hij zint op wraak. Hij 'leent' de Batsuit en weet uiteindelijk de moordenaar van zijn vader te doden.
Bruce is onder de indruk van Terry's kunsten en neemt hem in dienst. Vanaf nu is Terry de nieuwe Batman. Bruce geeft Terry een nieuw kostuum en staat hem bij als mentor.
In de serie vecht Terry als Batman tegen een reeks nieuwe schurken, maar ook een aantal bekende. Zo duikt Mr. Freeze nog een keer op, en bevecht Terry een straatbende gemodelleerd naar The Joker. Tevens komt men meer te weten over Bruce's leven van de afgelopen jaren. Zo blijkt hij zijn banden met de Justice League te hebben verbroken en is Alfred Pennyworth jaren terug naar Engeland vertrokken om nooit meer terug te keren.

## Pak
Terry draagt dan wel de titel Batman, maar zijn kostuum is heel anders dan het kostuum dat Bruce Wayne gebruikte. Zo is het pak strakker van vorm en heeft geen cape. Het nieuwe pak is verder uitgerust met de nieuwste technologie zoals:
- Het versterkt de eigenschappen van de drager.
- Het kan vliegen met behulp van raketten in de hakken en met behulp van vleugels.
- Het vuurt batterangs uit de polsen.
- De vingertoppen bevatten allerlei sensoren.
- Het pak kan zichzelf onzichtbaar maken.
- De handschoenen kunnen in scherpe klauwen veranderen.
- In de rechterhandschoen zit een apparaatje dat elektronische sloten open maakt.
- Terry staat altijd in contact met Bruce die ziet wat hij ziet en hem bijstaat met raad en advies.

## Personages
- Terry McGinnis: de nieuwe Batman. Hij nam de rol van Batman op zich na de dood van zijn vader.
- Bruce Wayne: de voormalige Batman, nu een oude man die Terry advies geeft via de computer.
- Commissaris Gordon: Barbara heeft haar vader opgevolgd als commissaris. Vroeger was zij Batgirl. Zij weet dat Bruce Batman was en weet ook dat Terry de nieuwe Batman is.
- Maxime: Een klasgenoot van Terry die ontdekt heeft dat Terry Batman is. Ze is goed met computers en helpt Terry daarmee.
- Dana: De vriendin van Terry. Ze is niet op de hoogte van Terry's dubbelleven.
- Zeta: Een syntoid, een robot met het doel mensen te doden. Zeta kreeg wroeging en ontsnapt aan zijn makers. Batman heeft daarmee geholpen.

Vijanden:
- Blight: De directeur van Powers, Derek Power een multimiljardair die meerdere malen geprobeerd heeft het bedrijf van Bruce Wayne over te kopen. Blight gebruikt het bedrijf als dekmantel voor het produceren van chemische en biologische wapens. Hij heeft een lading aan de minister van Buitenlandse zaken van het land Kasnia verkocht. Tijdens het laden gooit Batman een cilinder met het gas naar Powers die de cilinder kapotschiet en wordt blootgesteld aan het gas. Zijn artsen weten zijn leven te redden door met straling het virus te doden, maar het virus muteert en verandert Powers in een wandelende kernreactor. Hij laat zich een synthetische huid aanmeten om niet op te vallen maar als hij driftig wordt smelt de huid weg.
- Inque: Een huurlinge die zich als een inktvlek van allerlei vormen kan veranderen.
- Spellbinder: De schoolpsycholoog die met behulp van indoctrinatie mensen dingen kan laten zien en doen.
- Shriek: Een geluidsingenieur die een pak uitvond dat met behulp van geluidsgolven gebouwen kan slopen. Helaas kon het de interesse van Derek Powers niet trekken. Shreeve krijgt de opdracht van Powers om Bruce Wayne te vermoorden. Hij faalt keer op keer en als Terry hem ontdekt is Shreeve genoodzaakt zijn naam te veranderen in Shriek. In een confrontatie met Batman zendt hij met behulp van het pak een enorme dosis anti-geluid uit en versterkt hij het omgevingsgeluid zo sterk dat hij alleen dingen kan horen. Batman weet uiteindelijk de anti-geluidsgenerator te saboteren en door de enorme versterking van omgevingsgeluid is Shriek dan voor altijd doof.
- Mad Stan: Een gestoorde terroristische anarchist die alles in werk stelt om de complotten van de overheid aan te pakken met explosieven. Hij heeft een klein hondje dat Boom-boom heet.
- Stalker: Een Afrikaanse jager die door een jachtongeluk versterkt is met metalen ruggengraat.
- Royal Flush Gang: Oude vijanden van Batman in een nieuwe samenstelling. Bestaat uit de Schoppen Heer (King), Vrouw (Queen), Boer (Jack), 10 en Aas (Ace een robot).
- Curare: Een huurmoordenaar met een haarscherp zwaard.
- Jokerz: de echte Joker is al lang verdwenen, maar deze straatbende heeft zijn identiteit en uiterlijk overgenomen.
- Big Time: een oude vriend van Terry. Nadat hij is blootgesteld aan groeihormonen is hij een sterk maar afzichtelijk monster geworden.
- KOBRA: Een terreur organisatie die totale wereldheerschappij nastreeft.

## Afleveringen

### Seizoen1
1. Rebirth (1) - Bruce wordt gedwongen te stoppen als Batman.
2. Rebirth (2) - Terry heeft ontdekt dat Bruce vroeger Batman was, hij steelt het pak en gaat de moord van zijn vader wreken
3. Black Out - Terry maakt kennis met Inque
4. Golem - Willy Watts, een klasgenoot van Terry, wordt enorm gepest en zijn vader kleineert hem continu. Willy steelt een enorm bouw robot en hij neemt wraak.
5. Meltdown - De ziekte van Powers wordt erger. Een dokter heeft een plan. Daarvoor moet eerst een experiment op Mr. Freeze gedaan worden.
6. Heroes - Batman krijgt concurrentie van het Terrific Trio (een verwijzing naar Fantastic Four).
7. Shriek - Terry maakt kennis met Shriek, die erop uit is om Bruce te vermoorden.
8. Dead Man's Hand - Terry maakt kennis met de nieuwe Royal Flush Gang.
9. The Winning Edge - Het sportteam op school maakt in het geheim gebruik van "plakkers" (slappers).
10. Spellbound - Kinderen op school stelen thuis allerlei spullen. Terry gaat op onderzoek.
11. Disappearing Inque - Inque is terug en ze wil wraak nemen op Batman.
12. A Touch of Curare - Curare wil wraak nemen op Batman
13. Ascension - Op een vergadering kan Powers zich niet beheersen en wordt onthuld dat hij Blight is.

### Seizoen 2
1. Splicers - Onder de jeugd van Gotham is een nieuwe rage ontstaan: splicen, het mengen van dierlijk DNA. De overheid werkt aan een verbod op splicen.
2. Earth Mover - Een klasgenoot van Terry wordt ontvoerd door vreemde modderachtige wezens.
3. Joyride - Tijdens een testvlucht met een nieuwe militair toestel raakte de kernreactor overbelast. Een groepje Jokerz kaapt echter het toestel.
4. Lost Soul - De oprichter van een computerbedrijf heeft zijn ziel in een computer opgeslagen. Zijn kleinzoon komt hem raadplegen.
5. Hidden Agenda - Terry's vriendin Max probeert te ontdekken wie Batman is.
6. Bloodsport - De Hunter zit achter Batman aan.
7. Once Burned - De Royal Flush Gang teistert Gotham. Ondertussen krijgen Tien/Melanie en Terry een affaire.
8. Hooked Up - Batman doet onderzoek naar een nieuw verslavend 'spel'.
9. Rats - Dana wordt ontvoerd door een jongen met een rattenkop.
10. Mind Games -
11. Revenant - De school van Terry wordt geteisterd door vreemde activiteiten.
12. Babel - Shriek verstoort alle geluids-communicatie in Gotham. Hij wil wraak nemen op Batman.
13. Terry's Friend Dates a Robot - Howard, een kansloze klasgenoot van Terry, organiseert een feest bij hem thuis. Hij heeft een syntoid laten maken die zich voordoet als zijn vriendin.
14. Eyewitness - Barbara Gordon ziet dat Batman Mad Stan vermoordt. Maar is dat wel zo?
15. Final Cut - Max wil meer betrokken worden bij Batman's activiteiten. Ondertussen vermoordt Curare al haar zakenpartners.
16. The Last Resort -
17. Armory - De stiefvader van een klasgenoot van Terry wordt ontslagen. Om zijn levensstandaard te onderhouden ontwikkelt hij wapens voor criminelen.
18. Sneak Peek - Een sensatiereporter heeft met een camera de geheime identiteit van Batman ontdekt en wil die wereldkundig maken.
19. The Eggbaby - Terry heeft voor school een project, het verzorgen van een ei-baby. Ondertussen wordt Gotham geteisterd door overvallen.
20. Zeta - Terry maakt kennis met Zeta, een syntoid.
21. Plague - KOBRA heeft een virus Gotham binnen gesmokkeld. Batman en de Stalker moeten samenwerken om KOBRA te stoppen.
22. April Moon - Gotham wordt geteisterd door een jeugdbende met superprotheses.
23. Sentries of the Last Cosmos - Een populair computerspel zet kinderen aan tot aanvallen op de schrijver van Sentry of the Last Cosmos (verwijzing naar Star Wars).
24. Payback - Een man genaamd Payback neemt wraak tegen mensen die hun kinderen/personeel slecht behandelen.
25. Where's Terry? -
26. Ace in the Hole - Ace, de hond van Bruce, is verdwenen. Terry gaat op onderzoek.

### Seizoen 3
1. King's Ransom -
2. Untouchable -
3. Inqueling - Inque is terug en haar dochter komt haar helpen.
4. Big Time - Big Time, een oude vriend van Terry, vraagt Terry om hulp.
5. Out of the Past - Talia bezoekt Bruce. Ze biedt hem onsterfelijkheid aan.
6. Speak No Evil - Een genetisch aangepaste gorilla komt wraak nemen op de jager die zijn moeder heeft gedood.
7. The Call (1) - Terry wordt door Superman gevraagd lid te worden van de Justice League.
8. The Call (2) - Superman is bezeten door een buitenaardse zeester.
9. Betrayal - Terry's oude vriend Charlie (Big Time) wil zich overgeven aan de politie.
10. Curse of KOBRA (1) - Terry gaat op trainingskamp. Ondertussen is de terreurorganisatie KOBRA bezig met een plan.
11. Curse of KOBRA (2) - KOBRA wil een super-bom laten ontploffen om zo een nieuwe ijstijd te laten ontstaan.
12. Countdown - Zeta en Rosaline bezoeken Gotham. Mad Stan bouwt Zeta om tot een bom.
13. Unmasked - Een klein jongetje heeft Terry ontdekt als zijnde Batman. KOBRA zit nu achter hem aan.

### Crossovers
Batman of the Future heeft een aantal crossovers gehad met andere series, meestal via een aflevering van die serie:
- Static Shock: in de aflevering Future Shock van deze serie reist Static per ongeluk 40 jaar naar de toekomst en ontmoet de toekomstige Batman.
- Justice League Unlimited: vijf crossoverafleveringen, waarvan drie als onderdeel van de desbetreffende serie:
  - The Once and Future Thing Part 1 en 2 (Justice League-afleveringen)
  - Epilogue (Justice League-aflevering) - deze aflevering kan worden gezien als afsluiter van Batman of the Future.
  - The Call Part 1 en 2

### Films
In 2000 verscheen de direct-naar-video film Batman Beyond: Return of the Joker. Hierin keert de Joker onverwacht terug naar Gotham City.
Andere filmprojecten, waaronder een live-action film en een vervolg op Return of the Joker zijn nooit van de grond gekomen.

## Strips
Van november 1999 t/m oktober 2001 verscheen er ook een stripserie gebaseerd op Batman of the Future. Verder verscheen Terry/Batman in een aantal andere strips van DC Comics.